# A Vasas SC 2010–2011-es szezonja
A Vasas SC 2010–2011-es szezonja szócikk a Vasas SC első számú férfi labdarúgócsapatának egy idényéről szól, mely sorozatban a 7., és összességében pedig a 83. szezonja a csapatnak. A klub fennállásának ekkor volt a 99. évfordulója.

## Mérkőzések
| Színmagyarázat | Színmagyarázat |
| -------------- | -------------- |
|                | Győzelem.      |
|                | Döntetlen.     |
|                | Vereség.       |

### Monicomp Liga 2010–11

#### Őszi fordulók
| 1. forduló 2010. július 31. 20:00 |

| Vasas                                  | 3 – 2               | Budapest Honvéd                                                 |
| -------------------------------------- | ------------------- | --------------------------------------------------------------- |
| Gáspár 9' 76' Arnaut 36' Pavičević 64' | (2 – 1) Jegyzőkönyv | Abass 16' Takács 83' Akassou 12' Conteh 59' Botis 79' Haman 86' |

| Illovszky Rudolf Stadion, Budapest Nézőszám: 2 500 Játékvezető: Farkas Ádám (magyar) |

| 2. forduló 2010. augusztus 8. 20:00 |

| Videoton                                                         | 3 – 0               | Vasas                       |
| ---------------------------------------------------------------- | ------------------- | --------------------------- |
| Alves 48' Elek 50' Vujović 55' Lipták 29' Horváth 53' Farkas 85' | (0 – 0) Jegyzőkönyv | ben Únesz 53' Mileusnić 60′ |

| Sóstói Stadion, Székesfehérvár Nézőszám: 3 456 Játékvezető: Takács János (magyar) Asszisztensek: L. Tóth Lajos Ortó Gyula |

| 3. forduló 2010. augusztus 13. 20:45 |

| Vasas                                                               | 2 – 1               | Győri ETO                                     |
| ------------------------------------------------------------------- | ------------------- | --------------------------------------------- |
| Ferenczi 4' (11-esből) ben Únesz 62' Lázok 12' Bakos 47' Hrepka 78' | (1 – 0) Jegyzőkönyv | Tokody 88' Đorđević 3' Szabó 37' Stanišić 49' |

| Illovszky Rudolf Stadion, Budapest Nézőszám: 1 500 Játékvezető: Solymosi Péter (magyar) |

| 4. forduló 2010. augusztus 21. 20:00 |

| Újpest                                        | 2 – 2               | Vasas                             |
| --------------------------------------------- | ------------------- | --------------------------------- |
| Rajczi 13' Tisza 62' Egerszegi 17' Pollák 60' | (1 – 1) Jegyzőkönyv | Arnaut 45' Ferenczi 46' Bakos 67' |

| Szusza Ferenc Stadion, Budapest Nézőszám: 3 827 Játékvezető: Iványi Zoltán (magyar) |

| 5. forduló 2010. augusztus 27. 17:00 |

| Vasas                                         | 3 – 0               | BFC Siófok |
| --------------------------------------------- | ------------------- | ---------- |
| Ferenczi 54' 68' 65' Katona 88' Mileusnić 39' | (0 – 0) Jegyzőkönyv |            |

| Illovszky Rudolf Stadion, Budapest Nézőszám: 1 500 Játékvezető: Farkas Ádám (magyar) |

| 6. forduló 2010. szeptember 10. 17:00 |

| Vasas                                                       | 1 – 3               | Kaposvári Rákóczi                                                                            |
| ----------------------------------------------------------- | ------------------- | -------------------------------------------------------------------------------------------- |
| Ferenczi 52' (11-esből) 55′ Arnaut 10' Bakos 29' Gáspár 86' | (0 – 2) Jegyzőkönyv | Pavlović 13' (11-esből) Jawad 14' 69' Gujić 68' (11-esből) Petrazzi 30' Hegedűs 41' Grúz 52' |

| Illovszky Rudolf Stadion, Budapest Nézőszám: 1 000 Játékvezető: Bede Ferenc (magyar) |

| 7. forduló 2010. szeptember 16. 19:00 |

| MTK Budapest                                | 4 – 0               | Vasas                                  |
| ------------------------------------------- | ------------------- | -------------------------------------- |
| Tischler 18' 36' (11-esből) Gál 28' Pál 86' | (3 – 0) Jegyzőkönyv | Pavičević 31' Loussaief 38' Arnaut 47' |

| Hidegkuti Nándor Stadion, Budapest Nézőszám: 1 500 Játékvezető: Takács János (magyar) |

| 8. forduló 2010. szeptember 26. 17:30 |

| Vasas                   | 1 – 3               | Ferencváros                                       |
| ----------------------- | ------------------- | ------------------------------------------------- |
| Lázok 52' Pavičević 23' | (0 – 2) Jegyzőkönyv | Schembri 21' 30' 53' 31' Miljković 46' Maróti 63' |

| Illovszky Rudolf Stadion, Budapest Nézőszám: 3 500 Játékvezető: Kassai Viktor (magyar) |

| 9. forduló 2010. október 3. 17:30 |

| Debreceni VSC                              | 3 – 1               | Vasas SC                          |
| ------------------------------------------ | ------------------- | --------------------------------- |
| Coulibaly 14' 18' (11-esből) Kabát 68' 81' | (2 – 0) Jegyzőkönyv | Ferenczi 79' Arsić 51' Németh 69' |

| Oláh Gábor utcai stadion, Debrecen Nézőszám: 3 500 Játékvezető: Németh Ádám (magyar) |

| 10. forduló 2010. október 16. 17:00 |

| Vasas                                          | 3 – 0               | Szolnoki MÁV                |
| ---------------------------------------------- | ------------------- | --------------------------- |
| Pető 23' (öngól) Lázok 58' 90' Phantskhava 76' | (1 – 0) Jegyzőkönyv | Hevesi-Tóth 44' Lengyel 85' |

| Illovszky Rudolf Stadion, Budapest Nézőszám: 1 500 Játékvezető: Szilasi Szabolcs (magyar) |

| 11. forduló 2010. október 22. 19:00 |

| Zalaegerszegi TE              | 2 – 1               | Vasas         |
| ----------------------------- | ------------------- | ------------- |
| Rajcomar 72' Miljatovič 90+2' | (0 – 0) Jegyzőkönyv | Mileusnić 70' |

| ZTE Aréna, Zalaegerszeg Nézőszám: 2 756 Játékvezető: Oláh Gábor (magyar) |

| 12. forduló 2010. október 30. 17:00 |

| Vasas                                                    | 2 – 1               | Haladás                        |
| -------------------------------------------------------- | ------------------- | ------------------------------ |
| Phantskhava 25' Németh 90+1' Mileusnić 64' Pavičević 87' | (1 – 1) Jegyzőkönyv | Sipos 23' Tóth 35' Kenesei 83' |

| Illovszky Rudolf Stadion, Budapest Nézőszám: 1 500 Játékvezető: Fábián Mihály (magyar) |

| 13. forduló 2010. november 6. 16:00 |

| Lombard Pápa                          | 2 – 1               | Vasas                  |
| ------------------------------------- | ------------------- | ---------------------- |
| Lázok 6' (öngól) Marić 66' Farkas 90' | (1 – 1) Jegyzőkönyv | Ferenczi 15' Balog 69' |

| Perutz Stadion, Pápa Nézőszám: 2 200 Játékvezető: Farkas Ádám (magyar) |

| 14. forduló 2010. november 13. 16:00 |

| Vasas                                                   | 2 – 3               | Paksi FC                                            |
| ------------------------------------------------------- | ------------------- | --------------------------------------------------- |
| Ferenczi 13' Németh 36' Polényi 25' Bakos 47' Balog 68' | (2 – 1) Jegyzőkönyv | Kiss 21' Heffler 50' Böde 62' Sifter 28' Bartha 89' |

| Illovszky Rudolf Stadion, Budapest Nézőszám: 1 500 Játékvezető: Bognár Tamás (magyar) |

| 15. forduló 2010. november 20. 15:00 |

| Kecskeméti TE                                     | 3 – 1               | Vasas                 |
| ------------------------------------------------- | ------------------- | --------------------- |
| Alempijević 10' Litsingi 60' Ebala 67' Némedi 40' | (1 – 1) Jegyzőkönyv | Németh 30' Gáspár 66' |

| Széktói Stadion, Kecskemét Nézőszám: 2 000 Játékvezető: Veizer Roland (magyar) |

| 16. forduló 2010. november 26. 19:00 |

| Budapest Honvéd | 0 – 0               | Vasas         |
| --------------- | ------------------- | ------------- |
|                 | (0 – 0) Jegyzőkönyv | Pavičević 81' |

| Bozsik József Stadion, Budapest Nézőszám: 1 000 Játékvezető: Szabó Zsolt (magyar) |

#### Tavaszi fordulók
| 17. forduló 2011. február 27. 17:30 |

| Vasas                 | 0 – 0               | Videoton             |
| --------------------- | ------------------- | -------------------- |
| Arnaut 60′ Gáspár 65' | (0 – 0) Jegyzőkönyv | Andić 52' Sándor 89' |

| Illovszky Rudolf Stadion, Budapest Nézőszám: 2 500 Játékvezető: Fábián Mihály (magyar) Asszisztensek: Erős Gábor Varga Zsolt dr. |

| 18. forduló 2011. március 5. 16:00 |

| Győri ETO                                  | 0 – 1               | Vasas                           |
| ------------------------------------------ | ------------------- | ------------------------------- |
| Bugerra 21' Copa 71' Stanišić 78' Kiss 81' | (0 – 1) Jegyzőkönyv | Gáspár 35' Rezes 78' Kovács 86' |

| ETO Park, Győr Nézőszám: 2 000 Játékvezető: Szilasi Szabolcs (magyar) |

| 19. forduló 2011. március 13. 17:30 |

| Vasas                                | 1 – 0               | Újpest                           |
| ------------------------------------ | ------------------- | -------------------------------- |
| Rezes 8' Présinger 34′ Mileusnić 38' | (1 – 0) Jegyzőkönyv | Jhonnes 56' Tajthy 64' Rubus 75' |

| Illovszky Rudolf Stadion, Budapest Nézőszám: 3 000 Játékvezető: Bognár Tamás (magyar) |

| 20. forduló 2011. március 19. 15:00 |

| BFC Siófok    | 0 – 0               | Vasas                           |
| ------------- | ------------------- | ------------------------------- |
| Mogyorósi 73' | (0 – 0) Jegyzőkönyv | Katona 40' Arsić 70' Farkas 85' |

| Révész Géza utcai stadion, Siófok Nézőszám: 600 Játékvezető: Szabó Zsolt (magyar) |

| 21. forduló 2011. április 1. 17:00 |

| Kaposvári Rákóczi    | 0 – 1               | Vasas                              |
| -------------------- | ------------------- | ---------------------------------- |
| Kulcsár 29' Bank 73' | (0 – 0) Jegyzőkönyv | Ferenczi 82' Gáspár 32' Katona 59' |

| Rákóczi Stadion, Kaposvár Nézőszám: 2 000 Játékvezető: Miquel Alvaro Garcia (chilei) |

| 22. forduló 2011. április 8. 17:00 |

| Vasas                             | 1 – 1               | MTK Budapest                                                               |
| --------------------------------- | ------------------- | -------------------------------------------------------------------------- |
| Ferenczi 65' (11-esből) Arsić 66' | (0 – 1) Jegyzőkönyv | Tischler 37' Vukmir 30' Vukadinović 42' Ladányi 58' Hegedüs 63′ Sütő 90+2′ |

| Illovszky Rudolf Stadion, Budapest Nézőszám: 1 500 Játékvezető: Veizer Roland (magyar) |

| 23. forduló 2011. április 15. 19:00 |

| Ferencváros  | 0 – 1               | Vasas                                                                       |
| ------------ | ------------------- | --------------------------------------------------------------------------- |
| Dragóner 70' | (0 – 0) Jegyzőkönyv | Maróti 78' (öngól) Mileusnić 5' Rezes 14' Kulcsár 68' Kovács 74' Németh 84' |

| Albert Flórián Stadion, Budapest Nézőszám: 4 500 Játékvezető: Alvaro Garcia Miquel (chilei) |

| 24. forduló 2011. április 23. 17:15 |

| Vasas                     | 1 – 5               | Debreceni VSC                            |
| ------------------------- | ------------------- | ---------------------------------------- |
| Németh 70' 87' Kovács 74' | (0 – 2) Jegyzőkönyv | Šimac 24' Bódi 31' 54' Coulibaly 47' 81' |

| Illovszky Rudolf Stadion, Budapest Nézőszám: 1 300 Játékvezető: Vad II. István (magyar) |

| 25. forduló 2011. április 27. 17:00 |

| Szolnoki MÁV                        | 0 – 1               | Vasas                                            |
| ----------------------------------- | ------------------- | ------------------------------------------------ |
| Vukomanović 51' Jokić 63' Fitos 85' | (0 – 1) Jegyzőkönyv | Ferenczi 19' Szilágyi 39' Gáspár 61' Ponczók 80' |

| Tiszaligeti stadion, Szolnok Nézőszám: 1 200 Játékvezető: Takács János (magyar) |

| 26. forduló 2011. április 30. 15:00 |

| Vasas                                             | 2 – 0               | Zalaegerszegi TE |
| ------------------------------------------------- | ------------------- | ---------------- |
| Lisztes 38' Ponczók 64' Kulcsár 39' Mileusnić 51' | (1 – 0) Jegyzőkönyv | Panikvar 78'     |

| Illovszky Rudolf Stadion, Budapest Nézőszám: 1 500 Játékvezető: Farkas Ádám (magyar) |

| 27. forduló 2011. május 7. 19:00 |

| Haladás                       | 3 – 0               | Vasas      |
| ----------------------------- | ------------------- | ---------- |
| Oross 31' 35' 90' Kenesei 86' | (2 – 0) Jegyzőkönyv | Németh 77' |

| Rohonci úti stadion, Szombathely Nézőszám: 5 000 Játékvezető: Solymosi Péter (magyar) |

| 28. forduló 2011. május 10. 18:00 |

| Vasas                              | 1 – 1               | Lombard Pápa      |
| ---------------------------------- | ------------------- | ----------------- |
| Beliczky 67' Rezes 80' Lisztes 83' | (0 – 0) Jegyzőkönyv | Bali 87' Nagy 31' |

| Illovszky Rudolf Stadion, Budapest Nézőszám: 1 500 Játékvezető: Böcskei Balázs (magyar) |

| 29. forduló 2011. május 13. 17:00 |

| Paksi FC                                              | 3 – 0               | Vasas               |
| ----------------------------------------------------- | ------------------- | ------------------- |
| Böde 43' 68' 71' (11-esből) Magasföldi 46' Sifter 57' | (1 – 0) Jegyzőkönyv | Kovács 55' Nagy 77' |

| Fehérvári úti stadion, Paks Nézőszám: 3 300 Játékvezető: Bognár Tamás (magyar) |

| 30. forduló 2011. május 20. 18:00 |

| Vasas                    | 1 – 1               | Kecskeméti TE                               |
| ------------------------ | ------------------- | ------------------------------------------- |
| Ponczók 9' Mileusnić 76' | (1 – 0) Jegyzőkönyv | Dosso 50' Kéthévoama 36' Ebala 76' Mohl 89' |

| Illovszky Rudolf Stadion, Budapest Nézőszám: 1 000 Játékvezető: Kovács J. Zoltán (magyar) |

#### Végeredmény
| #   | Csapat              | M  | GY | D  | V  | G+ – G– | GK  | P                                                      | Megjegyzések                                   |
| --- | ------------------- | -- | -- | -- | -- | ------- | --- | ------------------------------------------------------ | ---------------------------------------------- |
| 1.  | Videoton (B)        | 30 | 18 | 7  | 5  | 59–29   | +30 | 61                                                     | 2011–2012-es Bajnokok Ligája – 2. selejtezőkör |
| 2.  | Paksi FC            | 30 | 17 | 5  | 8  | 54–38   | +16 | 56                                                     | 2011–2012-es Európa-liga – 1. selejtezőkör     |
| 3.  | Ferencváros         | 30 | 15 | 5  | 10 | 50–43   | +7  | 50                                                     | 2011–2012-es Európa-liga – 1. selejtezőkör     |
| 4.  | Zalaegerszegi TE    | 30 | 14 | 6  | 10 | 51–47   | +4  | 48 \|rowspan="8" style="background-color: #fafafa;" \| |                                                |
| 5.  | Debreceni VSCCV, K  | 30 | 12 | 10 | 8  | 53–43   | +10 | 46                                                     |                                                |
| 6.  | Újpest              | 30 | 13 | 6  | 11 | 50–38   | +12 | 45                                                     |                                                |
| 7.  | Kaposvári Rákóczi   | 30 | 13 | 4  | 13 | 41–42   | −1  | 43                                                     |                                                |
| 8.  | Haladás             | 30 | 11 | 8  | 11 | 42–36   | +6  | 41                                                     |                                                |
| 9.  | Győri ETO           | 30 | 10 | 11 | 9  | 40–35   | +5  | 41                                                     |                                                |
| 10. | Budapest Honvéd     | 30 | 11 | 7  | 12 | 36–39   | −3  | 40                                                     |                                                |
| 11. | Vasas SC            | 30 | 11 | 7  | 12 | 34–46   | −12 | 40                                                     |                                                |
| 12. | Kecskeméti TE (KGY) | 30 | 11 | 3  | 16 | 51–56   | −5  | 36                                                     | 2011–2012-es Európa-liga – 2. selejtezőkör1    |
| 13. | Lombard Pápa        | 30 | 10 | 5  | 15 | 39–52   | −13 | 35 \|rowspan="2" style="background-color: #fafafa;" \| |                                                |
| 14. | BFC SiófokÚ         | 30 | 8  | 10 | 12 | 29–41   | −12 | 34                                                     |                                                |
| 15. | MTK Budapest (K)    | 30 | 8  | 6  | 16 | 35–49   | −14 | 30                                                     | NB II                                          |
| 16. | Szolnoki MÁVÚ (K)   | 30 | 5  | 6  | 19 | 26–56   | −30 | 21                                                     | NB II                                          |

Utolsó frissítés: 2011. május 22. 
Forrás: MLSZ adatbank 
A rangsorolás alapszabályai: 1. összpontszám, 2. győzelmek száma, 3. gólkülönbség, 4. szerzett gólok száma, 5. egymás elleni eredmények összpontszáma,  6. egymás elleni eredmények gólkülönbsége, 7. egymás elleni eredmények szerzett góljainak száma, 8. egymás elleni eredmények idegenben szerzett góljainak száma.
1 A Kecskeméti TE a 2011–2012-es Európa-liga 2. selejtezőkörében indulhat, kupagyőztesként.
(B): Bajnokcsapat, (K): Kieső csapat, (F): Feljutó csapat, (I): Kupainduló, (R): A rájátszás győztese, (KGY): Kupagyőztes

#### Eredmények összesítése
Az alábbi táblázatban összesítve szerepelnek a Vasas SC 2010/11-es bajnokságban elért eredményei.
| Ősz/tavasz (forduló)    | Otthon | Otthon | Otthon | Otthon | Otthon | Otthon | Otthon | Idegenben | Idegenben | Idegenben | Idegenben | Idegenben | Idegenben | Idegenben |
| Ősz/tavasz (forduló)    | M      | GY     | D      | V      | LG–KG  | GK     | P      | M         | GY        | D         | V         | LG–KG     | GK        | P         |
| ----------------------- | ------ | ------ | ------ | ------ | ------ | ------ | ------ | --------- | --------- | --------- | --------- | --------- | --------- | --------- |
| Őszi szezon (1–16.)     | 8      | 5      | 0      | 3      | 17–13  | +4     | 15     | 8         | 0         | 2         | 6         | 6–19      | –13       | 2         |
| Tavaszi szezon (17–30.) | 7      | 2      | 4      | 1      | 7–8    | –1     | 10     | 7         | 4         | 1         | 2         | 4–6       | –2        | 13        |
| Összesen (1–30.)        | 15     | 7      | 4      | 4      | 24–21  | +3     | 25     | 15        | 4         | 3         | 8         | 10–25     | –15       | 15        |

#### Helyezések fordulónként
| Forduló  | 1  | 2 | 3  | 4 | 5  | 6 | 7 | 8  | 9  | 10 | 11 | 12 | 13 | 14 | 15 | 16 | 17 | 18 | 19 | 20 | 21 | 22 | 23 | 24 | 25 | 26 | 27 | 28 | 29 | 30 |
| -------- | -- | - | -- | - | -- | - | - | -- | -- | -- | -- | -- | -- | -- | -- | -- | -- | -- | -- | -- | -- | -- | -- | -- | -- | -- | -- | -- | -- | -- |
| Helyszín | O  | I | O  | I | O  | O | I | O  | I  | O  | I  | O  | I  | O  | I  | I  | O  | I  | O  | I  | I  | O  | I  | O  | I  | O  | I  | O  | I  | O  |
| Eredmény | GY | V | GY | D | GY | V | V | V  | V  | GY | V  | GY | V  | V  | V  | D  | D  | GY | GY | D  | GY | D  | GY | V  | GY | GY | V  | D  | V  | D  |
| Helyezés | 4  | 8 | 6  | 6 | 4  | 6 | 8 | 12 | 13 | 11 | 11 | 9  | 9  | 12 | 14 | 13 | 13 | 13 | 9  | 11 | 8  | 9  | 7  | 9  | 7  | 7  | 7  | 8  | 8  | 11 |

Helyszín: O = Otthon; I = Idegenben. Eredmény: GY = Győzelem; D = Döntetlen; V = Vereség.

### Magyar kupa
| 3. forduló 2010. szeptember 22. 15:30 |

| Tököl KSK                          | 2 – 4               | Vasas                                               |
| ---------------------------------- | ------------------- | --------------------------------------------------- |
| Radnics 29' Filó 90' 78' Dévai 73' | (1 – 3) Jegyzőkönyv | Németh 5' Ferenczi 9' 37' 55' Kovács 24′ Hrepka 61' |

| Nézőszám: 400 Játékvezető: Radványi Ádám (magyar) |

| 4. forduló 2010. október 27. 14:30 |

| Tisza Volán SC       | 1 – 3               | Vasas                                                       |
| -------------------- | ------------------- | ----------------------------------------------------------- |
| Dargó 90' Völgyi 30' | (0 – 1) Jegyzőkönyv | Hrepka 11' ben Únesz 57' Lázok 60' Katona 57' Mileusnić 67' |

| Nézőszám: 700 Játékvezető: Erdős József (magyar) |

| 5. forduló Első mérkőzés 2010. november 10. 17:00 |

| Vasas                                 | 0 – 6               | Zalaegerszegi TE                                            |
| ------------------------------------- | ------------------- | ----------------------------------------------------------- |
| Pavičević 29' Hrepka 39' Beliczky 70' | (0 – 2) Jegyzőkönyv | Delić 14' Simon 25' 69' 83' Kamber 61' Szalai 86' Illés 55' |

| Illovszky Rudolf Stadion, Budapest Nézőszám: 500 Játékvezető: Miquel Alvaro Garcia (chilei) |

| 5. forduló Visszavágó 2011. március 2. 14:00 |

| Zalaegerszegi TE                  | 3 – 0               | Vasas        |
| --------------------------------- | ------------------- | ------------ |
| Simon 3' 10' Cebara 39' Barna 67' | (3 – 0) Jegyzőkönyv | Matolcsi 30' |

| ZTE Aréna, Zalaegerszeg Nézőszám: 300 Játékvezető: Urbán Eszter (magyar) |

### Ligakupa

#### Csoportkör (B csoport)
| 2010. július 28. 15:00 |

| Vasas                                                 | 4 – 1               | MTK Budapest              |
| ----------------------------------------------------- | ------------------- | ------------------------- |
| Pavičević 9' Ferenczi 11' 59' Ben Únesz 38' Bakos 71' | (3 – 1) Jegyzőkönyv | Skriba 35' 55' Macura 53' |

| Illovszky Rudolf Stadion, Budapest Játékvezető: Bognár Tamás (magyar) |

| 2010. november 3. 13:00 |

| Paksi FC                | 2 – 0               | Vasas         |
| ----------------------- | ------------------- | ------------- |
| B. Tóth 32' Lisztes 60' | (1 – 0) Jegyzőkönyv | Pavičević 81' |

| Fehérvári úti stadion, Paks Játékvezető: Fenyvesi Szabolcs (magyar) |

| 2010. november 23. 13:00 |

| Vasas                   | 1 – 4               | Paksi FC                                                        |
| ----------------------- | ------------------- | --------------------------------------------------------------- |
| Panchava 39' Kovács 52' | (1 – 1) Jegyzőkönyv | Bohner 35' Nagy I. 47' Vári 52' Lisztes 67' Gévay 33' Szabó 90' |

| Illovszky Rudolf Stadion, Budapest Játékvezető: Radványi Ádám (magyar) |

| 2010. december 8. 13:00 |

| MTK Budapest         | 1 – 2               | Vasas                      |
| -------------------- | ------------------- | -------------------------- |
| Eppel 61' Molnár 82' | (0 – 1) Jegyzőkönyv | Ferenczi 3' 69' Katona 37' |

| MTE Sporttelep, Budapest Játékvezető: Takács János (magyar) |

#### A B csoport végeredménye
| Színmagyarázat | Színmagyarázat                                                 |
| -------------- | -------------------------------------------------------------- |
|                | A csoportelső bejutott a negyeddöntőbe.                        |
|                | A csoport többi helyezettje nem folytathatta a kupaszereplést. |

| Csapat       | M | Gy | D | V | G+ | G– | Gk | P |
| ------------ | - | -- | - | - | -- | -- | -- | - |
| Paks         | 4 | 3  | 0 | 1 | 12 | 5  | +7 | 9 |
| Vasas        | 4 | 2  | 0 | 2 | 7  | 8  | –1 | 6 |
| MTK Budapest | 4 | 1  | 0 | 3 | 6  | 12 | –6 | 3 |